# Ahmed Elmohamady
Ahmed Eissa Elmohamady Abdel Fattah (en árabe أحمد المحمدي; El-Mahalla El-Kubra, Egipto, 9 de septiembre de 1987) es un exfutbolista internacional egipcio que jugaba de centrocampista.

## Trayectoria
Ahmed Elmohamady comenzó jugando en las categorías inferiores del Ghazl El-Mehalla hasta que en, en 2004, debuta con la primera plantlla del club jugando en la posición de delantero. En 2006 fichó por el ENPPI Club. En este equipo empezó a jugar de centrocampista y de lateral derecho.
En 2010 se marchó cedido al Sunderland A. F. C. Al finalizar la temporada el equipo inglés pudo efectuar una opción de compra de 2 millones de libras.
Tras retirarse en 2021, regresó al Aston Villa F. C. para ejercer de embajador del club en Australia.

## Selección nacional
Fue internacional con la selección de fútbol de Egipto en 92 ocasiones. Su debut con la camiseta nacional se produjo el 22 de agosto de 2007 en un partido amistoso contra Costa de Marfil (0-0).
Con su selección ganó la Copa Africana de Naciones en dos ocasiones: 2008 y 2010.
Consiguió la medalla de oro en el torneo de fútbol de los Juegos Panarabicos 2007. En esta competición Ahmed Elmohamady jugó dos partidos.
Participó en la Copa FIFA Confederaciones 2009, torneo en el que disputó dos encuentros.

### Goles internacionales
| # | Fecha                 | Lugar                                               | Rival                           | Gol | Resultado | Competición                                             |
| - | --------------------- | --------------------------------------------------- | ------------------------------- | --- | --------- | ------------------------------------------------------- |
| 1 | 28 de enero de 2010   | Estadio Nacional de Ombaka, Benguela, Angola        | Benín                           | 1-0 | 2-0       | Copa Africana de Naciones 2010                          |
| 2 | 20 de mayo de 2012    | Estadio Al Merreikh, Omdurmán, Sudán                | Camerún                         | 1-0 | 2-1       | Amistoso                                                |
| 3 | 12 de octubre de 2018 | Estadio Al-Salam, El Cairo, Egipto                  | Suazilandia                     | 1-0 | 4-1       | Clasificación para la Copa Africana de Naciones de 2019 |
| 4 | 13 de junio de 2019   | Estadio Borg El Arab, Alejandría, Egipto            | Tanzania                        | 1-0 | 1-0       | Amistoso                                                |
| 5 | 26 de junio de 2019   | Estadio Internacional de El Cairo, El Cairo, Egipto | República Democrática del Congo | 1-0 | 2-0       | Copa Africana de Naciones 2019                          |
| 6 | 30 de junio de 2019   | Estadio Internacional de El Cairo, El Cairo, Egipto | Uganda                          | 0-1 | 0-2       | Copa Africana de Naciones 2019                          |

## Clubes
| Club                         | País       | Año       |
| ---------------------------- | ---------- | --------- |
| Ghazl El-Mehalla             | Egipto     | 2004-2006 |
| ENPPI Club                   | Egipto     | 2006-2011 |
| Sunderland A. F. C. (cedido) | Inglaterra | 2010-2011 |
| Sunderland A. F. C.          | Inglaterra | 2011-2013 |
| Hull City A. F. C. (cedido)  | Inglaterra | 2012-2013 |
| Hull City A. F. C. (cedido)  | Inglaterra | 2013      |
| Hull City A. F. C.           | Inglaterra | 2013-2017 |
| Aston Villa F. C.            | Inglaterra | 2017-2021 |

## Palmarés

### Títulos internacionales
| Título                    | Club (*) | Sede   | Año  |
| ------------------------- | -------- | ------ | ---- |
| Juegos Panarabicos        | Egipto   | Egipto | 2007 |
| Copa Africana de Naciones | Egipto   | Ghana  | 2008 |
| Copa Africana de Naciones | Egipto   | Angola | 2010 |

(*) Incluyendo la selección.